# Hati

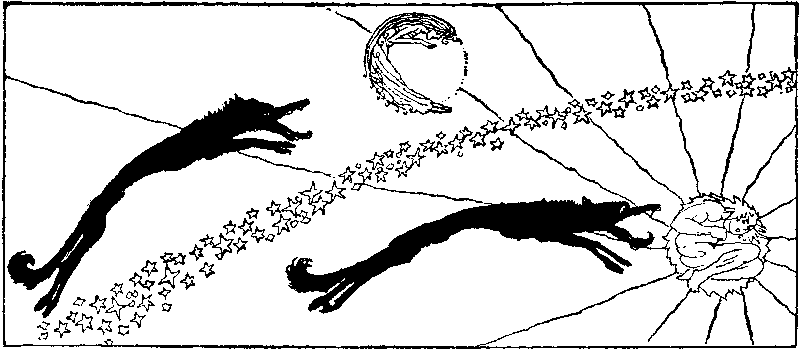
Representação de Hati

Na mitologia nórdica, Hati (em nórdico antigo: "Odioso") é um lobo que, de acordo com o Gylfaginning, persegue a lua pelo céu noturno (assim como o lobo Sköll persegue o sol durante o dia) até a hora do Ragnarök, quando ambos engolirão esses corpos celestes. Depois disso, Fenrir se libertará de suas amarras e matará Odin. Os eclipses lunares ocorrem quando Hati está perto de atingir seu objetivo.
O sobrenome de Hati é Hródvitnisson, como visto no Grímnismál e no Gylfaginning, o que indica que ele é filho de Fenrir, cujo nome alternativo é Hródvitnir (“Lobo Famoso”).De acordo com a Historia: Uma certa giganta mora a leste de Midgard em uma floresta chamada Ironwood. Naquela floresta vivem as mulheres trolls chamados Iarnvidiur. A antiga giganta criar como filhos  muitos lobos gigantes, e desses lobos gigantes que os Hati e Skoll descendem. E eles dizem que deste clã virá um poderoso lobo chamado devorador da lua. Ele se encherá do sangue vital de todos os que faleceram e engolirá a lua e respingará sangue no céu. Como resultado, o sol perderá seu brilho e os ventos serão violentos  e soprarão de um lado para outro. Ele devora a vida de homens condenados, avermelha os salões dos deuses com sangue derramado. Escurecera o sol para os verões  depois, todos os climas serão hostis. De todos os lobos surge outro em particular, um devorador do sol. A partir dessa historia conclui-se que Skoll e Hati são irmãos.
A partir das informações dadas sobre Sköll e Hati em 'Edda em Prosa' de Snorri Sturluson. Pode-se se afirmar que Fenrir é seu pai e discutivelmente concluir que as menções à 'Mulher Troll de Járnvidr (Ironwood)', que deu a luz aos irmãos, referem-se na verdade, à Angrboda ("Aquela que traz o medo"), amante de Loki; descrita como 'Troll', 'Jötun' ("gigante" no nórdico antigo) e a "Mensageira do Mal"; cultuada como "Deusa do medo". Podemos concluir isso pois a Troll é dita a ter "muitos filhos lobos gigantes", que pode se referir à Fenrir, Sköll e Hati. O que nos leva a crer que Angrboda gerou Sköll e Hati com seu próprio filho, Fenrir, em um ato incestuoso.
As crianças nórdicas batiam potes e faziam muito barulho para tentar assustá-lo e evitar que ele devorasse a lua. As faíscas geradas pela batida dos potes podiam atravessar os céus. As pessoas da Terra que as vissem pensariam que as faíscas eram estrelas cadentes.
Diz-se que na hora do Ragnarok, Hati vai finalmente conseguir capturar a lua e parti-la entre seus dentes.
Em Ragnarok Online, Hati é um dos MVP's.
Hati também é um dos Pallasites na série Saint Seiya Omega.